# Cebochoeridae
I cebocheridi (Cebochoeridae) sono una famiglia di mammiferi artiodattili estinti. Vissero tra l'Eocene medio e l'Oligocene inferiore (circa 48 - 29 milioni di anni fa) e i loro resti fossili sono stati ritrovati in Europa.

## Descrizione
Questi animali erano erbivori di dimensioni medio-piccole, ma rispetto agli altri artiodattili arcaici erano solitamente più grandi. Le forme meglio conosciute, come Gervachoerus, sfioravano il metro di lunghezza. Anche se simili in molti aspetti ai dicobunidi (gli artiodattili più antichi e primitivi), i cebocheridi erano dotati di musi più corti, mandibole alte e profonde e denti vagamente simili a quelli dei suidi. I molari erano bunodonti e rigonfi alla base; quelli inferiori erano stretti, con il paraconide vestigiale o assente e l'ipoconulide disposto indietro. Come alcuni dicobunidi, i cebocheridi possedevano canini inferiori a forma di incisivi e i primi premolari superiori a forma di canino. I molari superiori erano quadrati e dotati di quattro cuspidi principali comprendenti un grande metaconulo posterolinguale al posto dell'ipocono. Il paraconulo era piccolo e i cingula erano deboli o assenti. Le cuspidi linguali dei molari superiori e quelle buccali dei molari inferiori erano leggermente selenodonti. Lo scheletro postcranico indica che i cebocheridi erano dotati di zampe più robuste di quelle dei dicobunidi, con tibia e femore della stessa lunghezza, e possedevano una coda eccezionalmente lunga (almeno quanto il resto del corpo). 

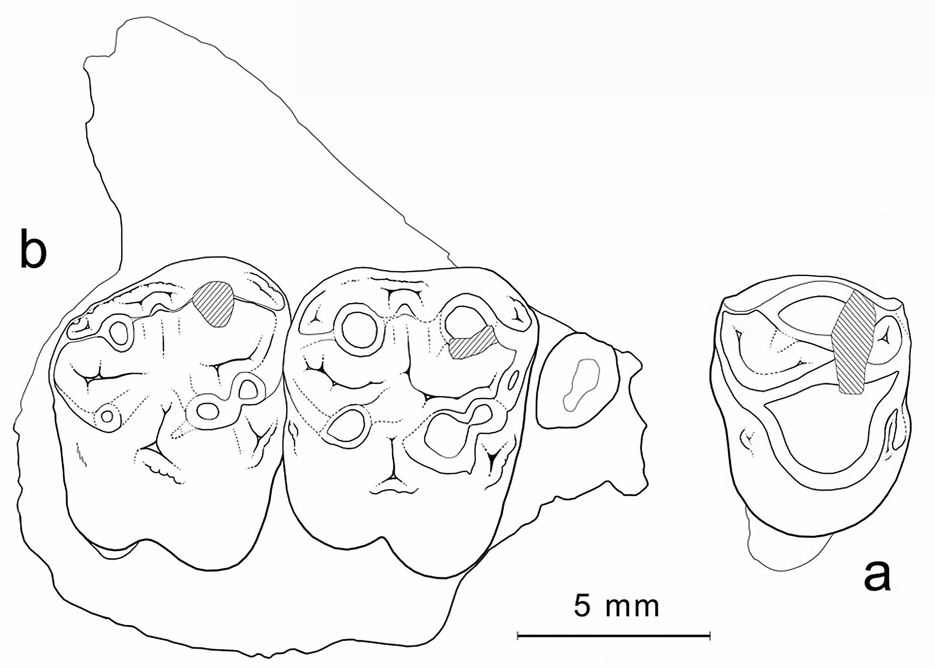
Illustrazione di molari di Cebochoerus fontensis

## Classificazione
La famiglia Cebochoeridae venne istituita da Richard Lydekker nel 1883, per accogliere il genere Cebochoerus, un arcaico artiodattilo dell'Eocene europeo dalle caratteristiche distintive. Alla famiglia vennero poi attribuiti anche altri generi come il già citato Gervachoerus, Choeromorus, Acotherulum e Moiachoerus. Tutte queste forme, conosciute soprattutto per la dentatura, fanno parte di una radiazione evolutiva unica, che emerse nel corso dell'Eocene e sembrerebbe essere stata vicina alla diramazione dei cetacei, almeno stando a uno studio riguardante le somiglianze tra i denti da latte dei cebocheridi e quelli dei cetacei basilosauridi (Theodor et al., 2005); altri studi filogenetici indicherebbero simili parentele (Geisler e Uhen, 2005).

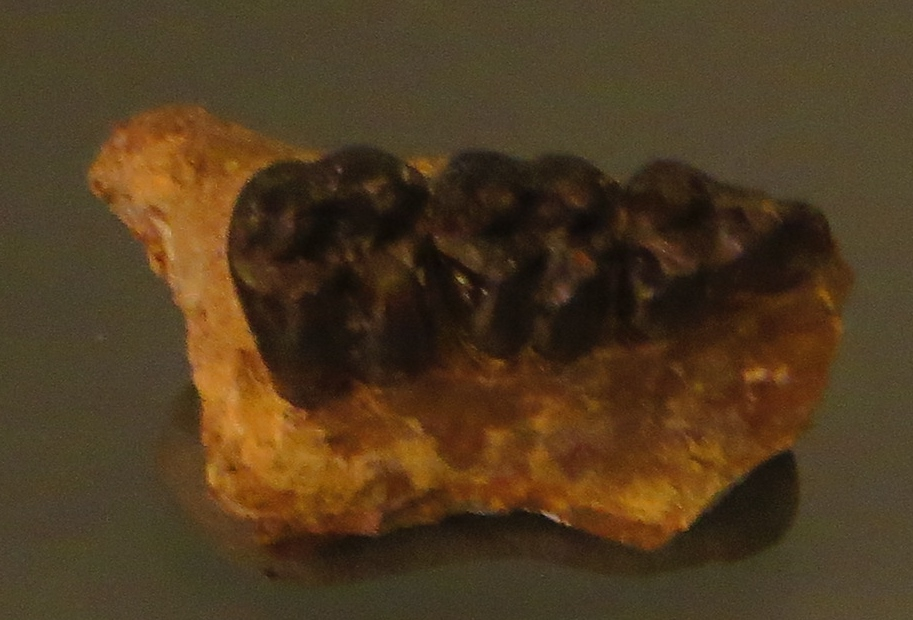
Dentatura di Choeromorus

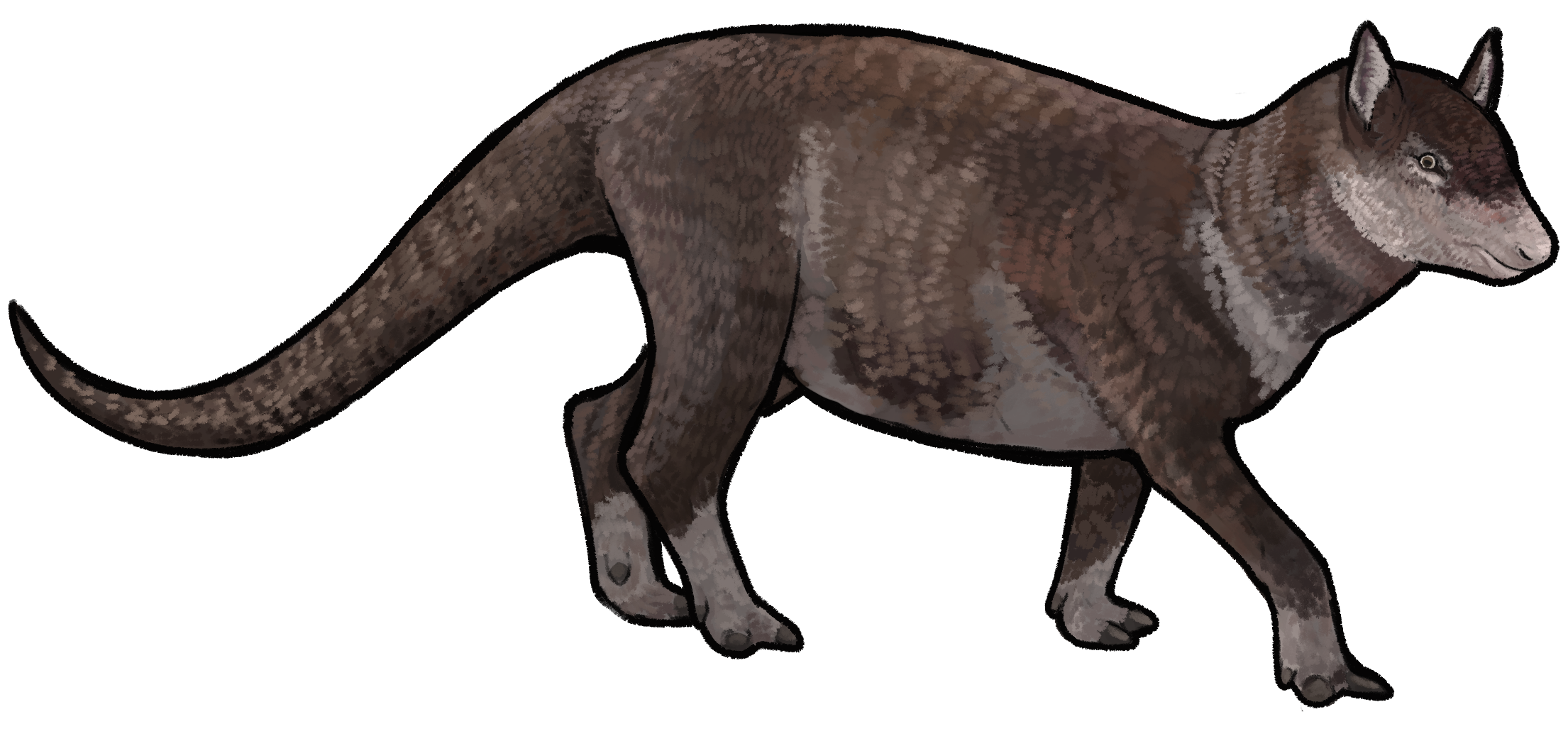
Ricostruzione di Acotherulum